# Luis Fernando Coronel
Luis Fernando Coronel Martínez (ur. 25 lutego 1997 w Diriambie) – nikaraguański piłkarz występujący na pozycji napastnika lub skrzydłowego, reprezentant Nikaragui, od 2014 roku zawodnik Diriangén.
Jego brat Jason Coronel również jest piłkarzem.